# 吕埃尔莱普雷
吕埃尔莱普雷（法語：Rueyres-les-Prés，法語發音：[ʁɥɛʁ le pʁe]）是瑞士弗里堡州的一个旧市镇，位於該國西部，面積3.17平方公里，海拔高度473米，2011年人口349，八成人口信奉羅馬天主教，人口密度每平方公里110人。

## 外部連結
- Official website （页面存档备份，存于） （法文）